# سيرجيو مورا
سيرجيو مورا (بالإنجليزية: Sergio Mora)‏ مواليد 4 ديسمبر 1980 في كاليفورنيا، الولايات المتحدة، هو ملاكم أمريكي يصنف ضمن فئة وزن فوق المتوسط.

## إحصائيات
خاض خلال مسيرته 36 نزالا، فاز في 29 وتعادل في 2 وخسر في 5. فاز بالضربة القاضية في 9 نزالا.

## وصلات خارجية
- سيرجيو مورا على موقع بوكس ريك (الإنجليزية) (registration required)

- الموقع الرسمي